# Wassenaari egyezmény
A wassenaari egyezmény egy 40 ország részvételével létrejött fegyverzetkorlátozási keretmegállapodás, teljes neve The Wassenaar Arrangement on Export Controls for Conventional Arms and Dual-Use Goods and Technologies (A hagyományos fegyverek és a kettős felhasználású termékek, technológiák exportját korlátozó wassenaari egyezmény).
A hidegháborús COCOM-listát követő egyezményt 1996. május 12-én írták alá a hollandiai Wassenaar faluban. Az egyezmény koordinálásáért felelős titkárság Bécsben található.
Az egyezményben részt vevő 40 ország: Argentína, Ausztrália, Ausztria, Belgium, Bulgária, Kanada, Horvátország, Csehország, Dánia, Észtország, Finnország, Franciaország, Németország, Görögország, Magyarország, Írország, Olaszország, Japán, Lettország, Litvánia, Luxembourg, Málta, Hollandia, Új-Zéland, Norvégia, Lengyelország, Portugália, Dél-Korea, Románia, Oroszország, Szlovákia, Szlovénia, Dél-Afrika, Spanyolország, Svédország, Svájc, Törökország, Ukrajna, Egyesült Királyság, Egyesült Államok.
Izrael 2006 decemberében jelezte csatlakozási szándékát.

## Külső hivatkozások
- A wassenaari egyezmény hivatalos honlapja